# Cristianismo ortodoxo en Chile

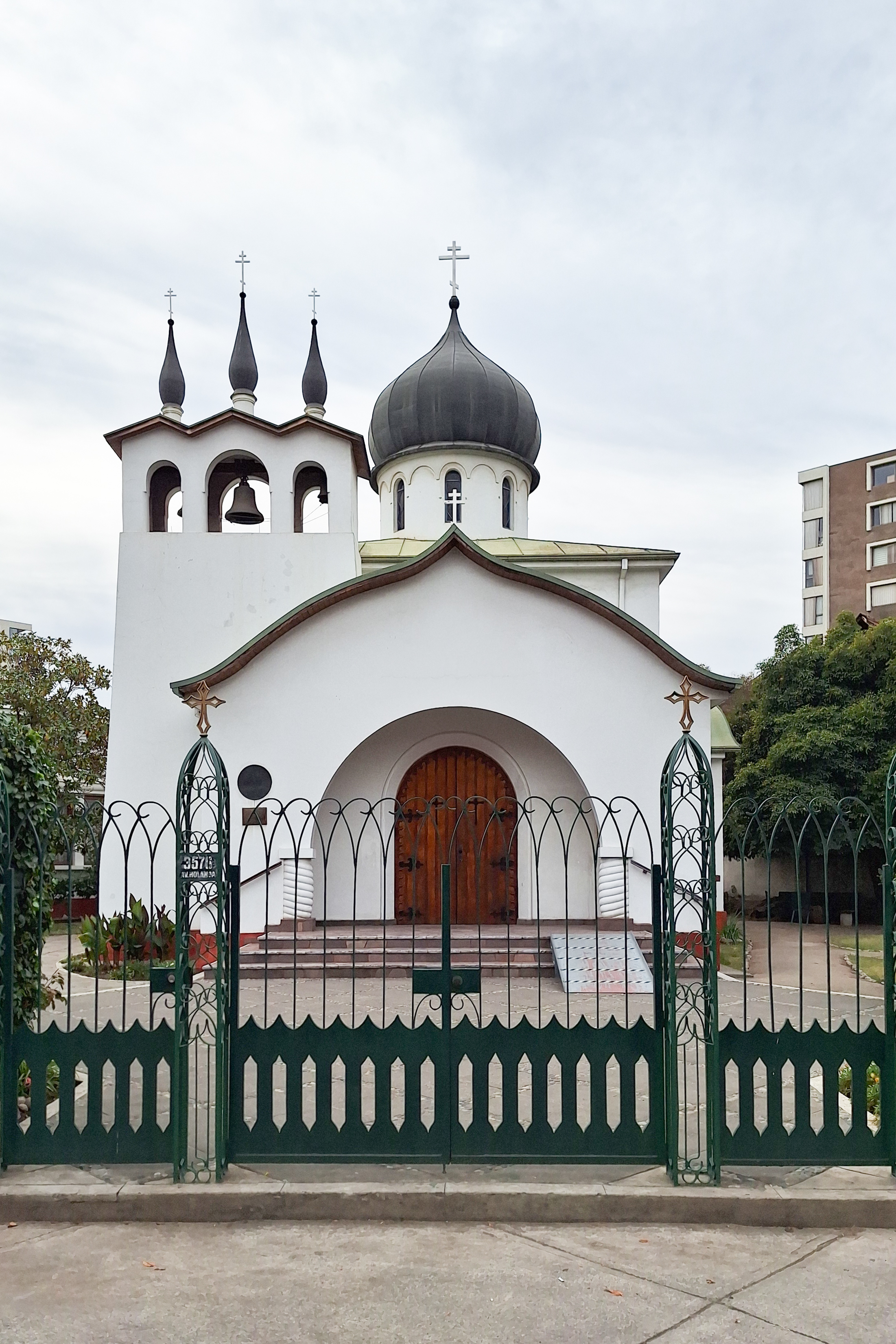
Iglesia ortodoxa rusa de la Santísima Trinidad y Santísima Virgen de Kazán, en Ñuñoa.

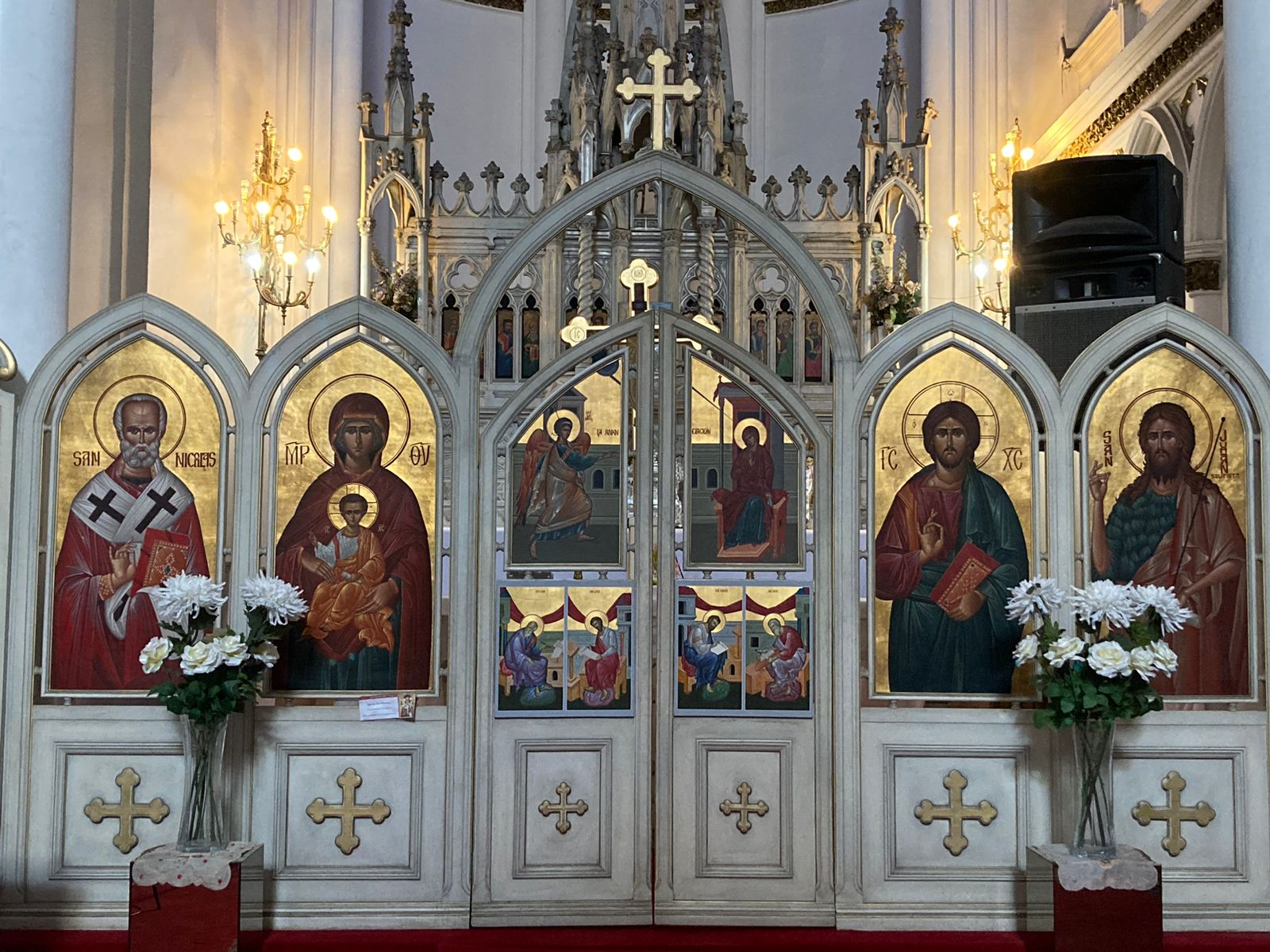
Iconostasio de la Iglesia de San Nicolás, en Recoleta.

El cristianismo ortodoxo en Chile está presente en diferentes denominaciones de la Iglesia ortodoxa, las cuales siguen las tradiciones de la cristiandad oriental. Sus orígenes se remontan a la llegada de inmigrantes griegos, antiguos otomanos y rusos principalmente. Por su número de seguidores y al igual que en el resto de América, es una religión minoritaria en el país.

## Historia
La formación de las primeras comunidades cristianas ortodoxas chilenas tuvo lugar en Santiago durante el siglo xx. En 1910 llegó a Chile el Padre Pablo Jury Gadon, un pope ortodoxo proveniente de Siria. En 1912, fundó el periódico en árabe Al-Murchid (El Guía). La Catedral de San Jorge de Recoleta, asociada a la Iglesia ortodoxa de Antioquía, se inauguró en Chile en 1917 como el primer templo ortodoxo del país. Desde su establecimiento, la comunidad ha estado constituida principalmente por árabes cristianos originarios de las actuales Siria y Líbano y de sus descendientes, quienes llegaron durante la época del dominio del Imperio otomano.Hasta 1925, la Iglesia católica en Chile era la religión oficial del Estado, por lo que los cristianos ortodoxos se vieron enfrentados a algunas restricciones durante el primer cuarto de siglo.Otras iglesias bajo este patronazgo son la Iglesia Ortodoxa de la Dormición de la Santísima Virgen María de Viña del Mar y la Iglesia Ortodoxa de San Jorge de Rancagua, cuya comunidad fue fundada en 1972.
Posteriormente en 1978, la comunidad que se encontraba bajo la tutela del Patriarcado de Antioquía, compró un antiguo templo protestante ubicado en la avenida Pedro de Valdivia, en Providencia, para fundar allí la Iglesia católica apostólica ortodoxa de la Santísima Virgen María. En 1984, el Arzobispado de Santiago le entregó a la misma iglesia la capilla de las monjas clarisas ubicada en el barrio Patronato, siendo rebautizada por los ortodoxos como la Iglesia de San Nicolás. 
Por su parte, la comunidad santiaguina bajo la tutela de la Iglesia ortodoxa de Constantinopla, conformada principalmente por inmigrantes griegos y sus familias, edificó entre 1969 y 1981 la Iglesia ortodoxa griega de los Santos Constantino y Elena en la comuna de Ñuñoa. En la misma comuna y época, los ortodoxos rusos, perteneciente a la Eparquía de Sudamérica de la Iglesia ortodoxa rusa fuera de Rusia, construyeron entre 1975 y 1980 la Iglesia ortodoxa rusa de la Santísima Trinidad y Santísima Virgen de Kazán, como sucesora de la Catedral Rusa de la Santísima Trinidad y tras la fusión con la comunidad de la Parroquia de la Santísima Virgen de Kazán. La comunidad ortodoxa rusa ya había fundado en 1955 el Cementerio Ortodoxo Ruso de Puente Alto, con el fin de sepultar a sus difuntos bajo los ritos y tradiciones de sus propios credos. En 2004, la Iglesia ortodoxa rusa inauguró próxima a las estaciones Profesor Julio Escudero y Presidente Eduardo Frei Montalva, la Iglesia de la Santísima Trinidad en la isla Rey Jorge, perteneciente al reclamo del Territorio Chileno Antártico, convirtiéndose en la iglesia ortodoxa más próxima al polo sur.
En 2011, la comunidad ortodoxa del Gran Concepción, con el apoyo del Centro Árabe de Concepción, comenzó la edificación de la Iglesia Ortodoxa San Siluán del Monte Athos, ubicada en la comuna de Chiguayante. Esta iglesia tiene la particularidad de atender de manera ecuménica a la feligresía de origen árabe, ruso, griego, rumano, serbio y chileno. Además del español, las oraciones son pronunciadas en árabe y eslavo eclesiástico. En 2018, en dicho templo fueron celebrados los 100 años de la comunidad árabe en la Región del Biobío.

## Diálogo interreligioso

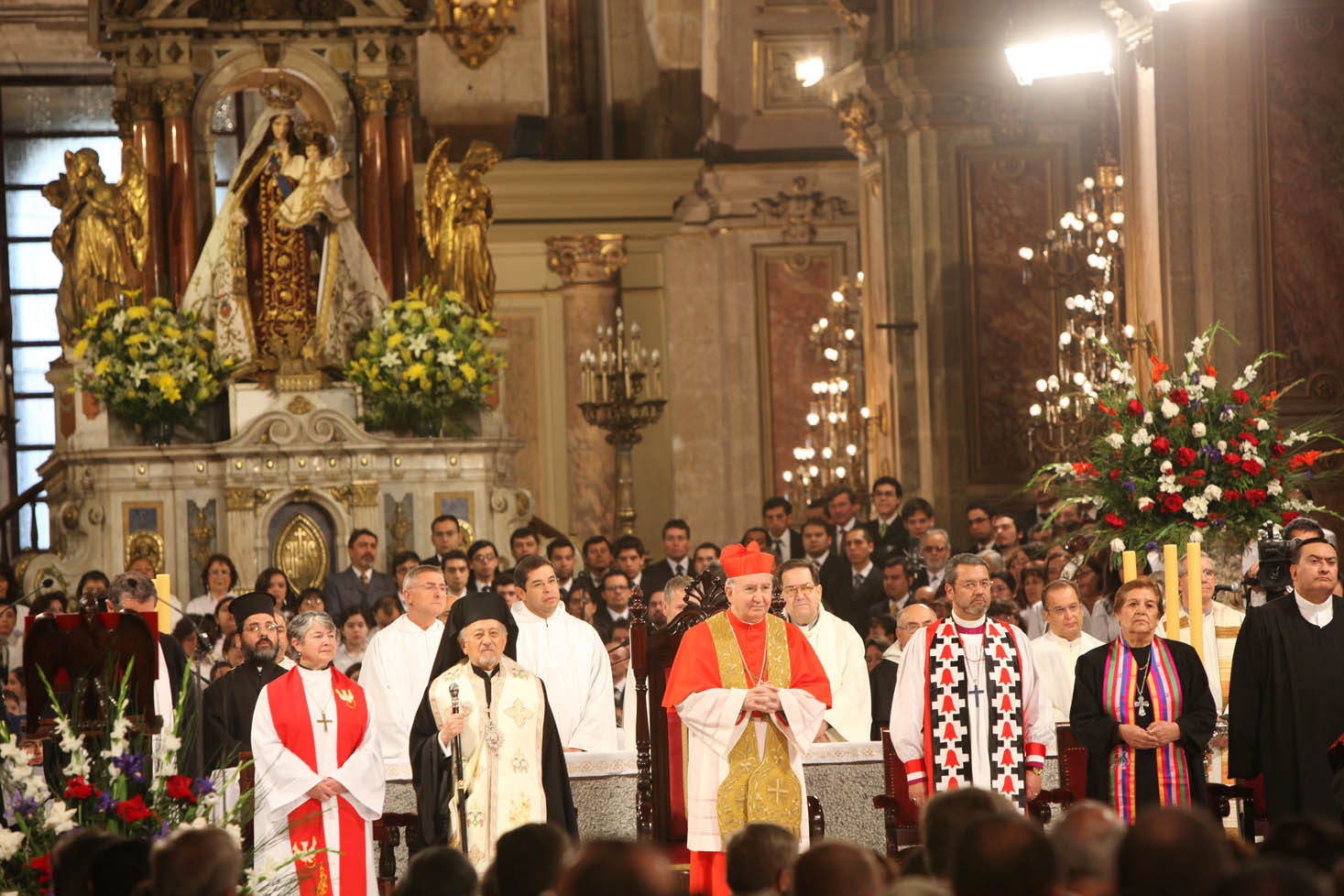
El Monseñor Sergio Abbad (segundo de izquierda a derecha) en el Te Deum Ecuménico de 2009.

En el Te Deum Ecuménico, una tradición que se lleva a cabo anualmente en septiembre con motivo de las Fiestas Patrias y que es presidida por el Arzobispo de Santiago en la Catedral Metropolitana,  distintas autoridades eclesiásticas ortodoxas son invitadas para que se unan a esta celebración.